# سيدريك باورز
سيدريك باورز (بالإنجليزية: Cedrick Bowers)‏ (و. 1978  م) هو لاعب كرة قاعدة أمريكي، ولد في غينزفيل، مركز لعبه هو مرسل الكرة ‏.

## روابط خارجية
- سيدريك باورز على موقع دوري كرة القاعدة الرئيسي (الإنجليزية)
- سيدريك باورز على موقع الدوري الياباني لكرة القاعدة (الإنجليزية)
- سيدريك باورز على موقع دوري كوريا الجنوبية لكرة القاعدة (الإنجليزية)
- سيدريك باورز على موقعبيزبول رفرنس.كوم (الدوري الرئيسي) (الإنجليزية)
- سيدريك باورز على موقعبيزبول رفرنس.كوم (الدوري الثانوي) (الإنجليزية)
- سيدريك باورز على موقع إي إس بي إن.كوم (أم.أل.بي) (الإنجليزية)
- سيدريك باورز على موقع مشجعي الرسوم البيانية (الإنجليزية)